# Гледен (гора)
Гле́ден — гора в Великоустюгском районе Вологодской области. На её месте располагался одноимённый город, а сейчас — деревня Морозовица и Троице-Гледенский монастырь.

## Описание
Гора невысокая, но в древние времена была очень важным наблюдательным пунктом. С горы видны на многие километры реки Сухона, Северная Двина и Юг.

## Легенды
- Легенда гласит, что жители Гледена перед очередным нашествием спрятали все своё золото под горой. Чтобы забрать золото, нужно открыть певучий замок, ключ от замка в гробу под покойником.

…Пройди комнату не зная страха, и найдёшь ты золото…